# Valeria Straneo
Valeria Straneo, née le 5 avril 1976 à Alexandrie en Italie, est une athlète italienne spécialiste du cross et du marathon.

## Biographie

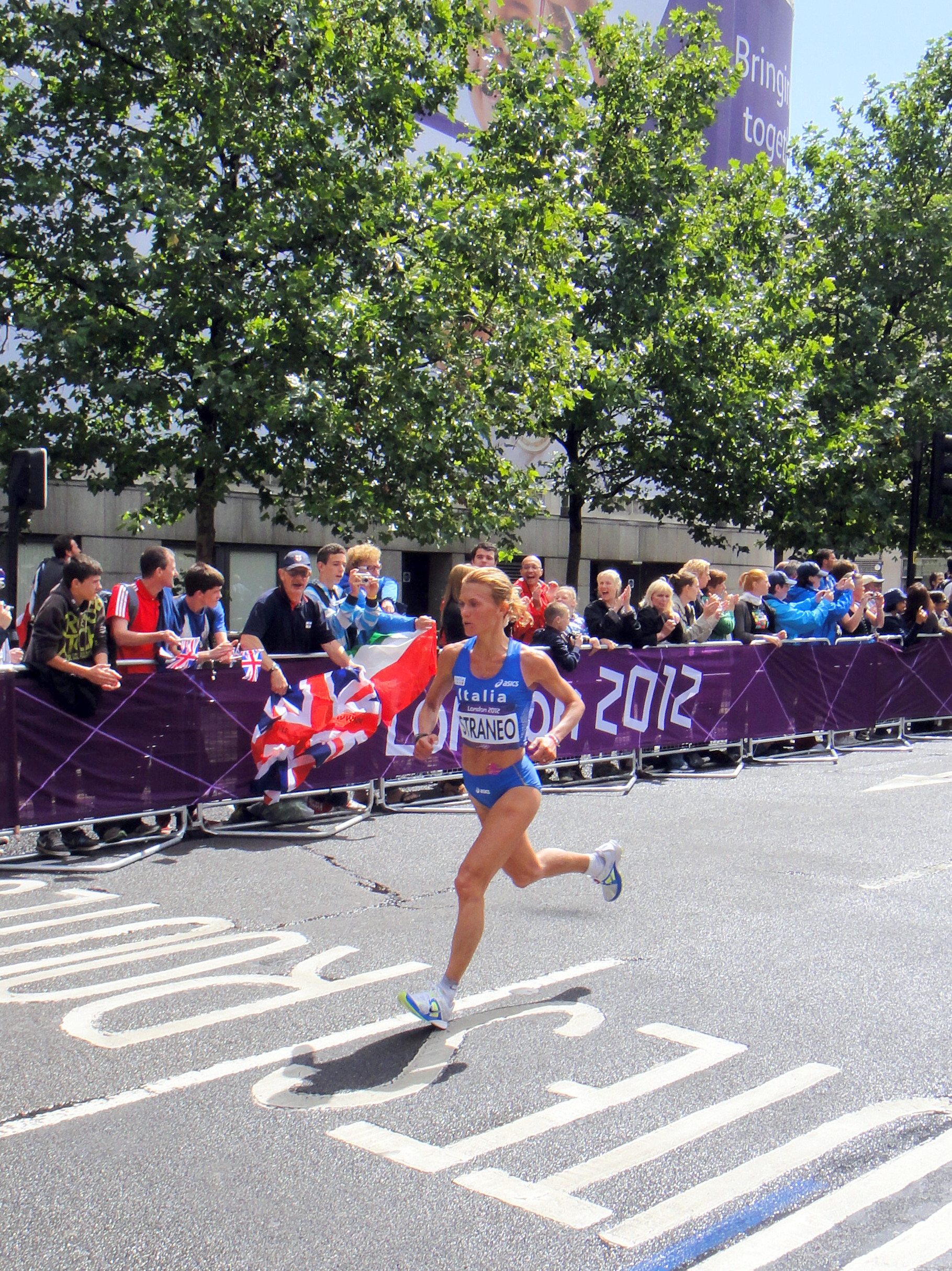
Valeria Straneo lors des Jeux olympiques de Londres en 2012.

Elle débute tardivement l'athlétisme, en 2010, alors qu'elle a déjà deux enfants, après avoir été soignée de la maladie de Minkowski-Chauffard.
Valeria Straneo porte le record d'Italie à 2 h 23 min 44 lors du marathon de Rotterdam de 2012, en terminant 2e. Elle se classe en août suivant 7e des Jeux olympiques de Londres en 2 min 25 s 27.
Elle remporte le titre du semi-marathon lors des Jeux méditerranéens 2013 à Mersin et la médaille d'argent du marathon aux championnats du monde à Moscou, derrière la Kényane Edna Kiplagat, après avoir mené toute la course en tête jusqu'au 40e km.
En 2014, elle devient vice-championne d'Europe à l'occasion des Championnats d'Europe de Zürich en 2 min 25 s 27, le même temps qu'elle avait réalisé aux Jeux olympiques de 2012, derrière la Française Christelle Daunay (2 min 25 s 14). 
Elle reprend la compétition en juin 2016 en remportant le marathon de Wurtzbourg après 587 jours de stop (son dernier marathon était celui de New York en 2014). Elle court sous la pluie en 2 h 39 min 50 s, temps qui lui permet d'obtenir sa qualification pour les Jeux olympiques de Rio, pour lesquels elle avait déjà été sélectionnée par le comité national olympique.

## Vie privée
Elle est mariée et a deux enfants, Leonardo (né en 2006) et Arianna (née en 2007).

### Palmarès
| Date | Compétition                            | Lieu           | Résultat | Épreuve       | Performance     |
| ---- | -------------------------------------- | -------------- | -------- | ------------- | --------------- |
| 2011 | Championnats d'Europe de cross-country | Velenje        | 10e      | Individuel    | 26 min 42 s     |
| 2012 | Jeux olympiques                        | Londres        | 8e       | Marathon      | 2 h 25 min 27 s |
| 2013 | Jeux méditerranéens                    | Mersin         | 1re      | Semi-marathon | 1 h 11 min 00 s |
| 2013 | Championnats du monde                  | Moscou         | 2e       | Marathon      | 2 h 25 min 58 s |
| 2013 | Marathon de New York                   | New York       | 5e       | Marathon      | 2 h 28 min 22 s |
| 2014 | Championnats d'Europe                  | Zurich         | 2e       | Marathon      | 2 h 25 min 27 s |
| 2014 | Marathon de New York                   | New York       | 8e       | Marathon      | 2 h 29 min 24 s |
| 2016 | Jeux olympiques                        | Rio de Janeiro | 13e      | Marathon      | 2 h 29 min 44 s |